# Chorośnica
Chorośnica (ukr. Хоросниця) – wieś na Ukrainie, w rejonie mościskim obwodu lwowskiego. Wieś liczy 652 mieszkańców.
Znajduje tu się przystanek kolejowy Chorośnica na linii Lwów - Przemyśl.
Wieś położona w powiecie przemyskim, była własnością Eufrozyny Ossolińskiej, została spustoszona w czasie najazdu tatarskiego w 1672 roku. W II Rzeczypospolitej do 1934 samodzielna gmina jednostkowa. Następnie należała do zbiorowej wiejskiej gminy Twierdza w powiecie mościskim w woj. lwowskim. Po wojnie wieś weszła w struktury administracyjne Związku Radzieckiego.